# Vithakad trast
Vithakad trast (Turdus aurantius) är en fågel i familjen trastar inom ordningen tättingar.

## Utseende och läte
Vithakad trast är en gråsvart fågel med orange näbb och ben. Den har vidare ett vitt stråk i vingen som oftast kan ses även på sittande fågel. Den vita hakan som gett arten dess namn är svår att se. Arten är ytligt seett lik den skyggare arten vitögd trast, men denna har just vita ögon, men också mörk näbb och mörka ben. Det vanligaste lätet är ett något gällt, stigande "p'weet", ibland längre "p'ppp-weeet". Sången består av en serie varierade behagliga toner som avges enstaka eller dubblerade.

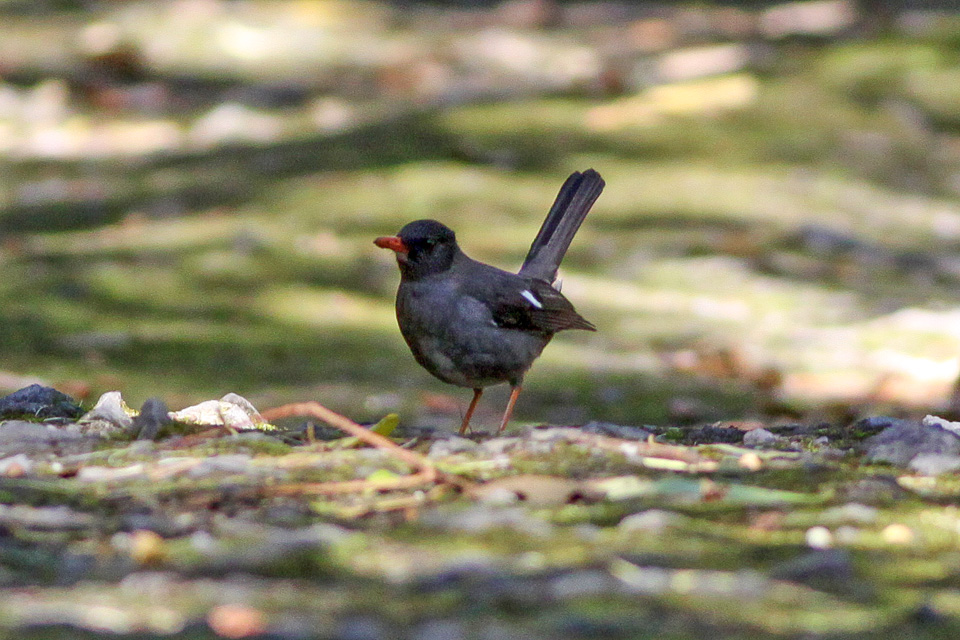

## Utbredning och systematik
Fågeln förekommer enbart i skogklädda kullar och bergstrakter på Jamaica. Den behandlas som monotypisk, det vill säga att den inte delas in i några underarter.

## Levnadssätt
Vithakad trast hittas i skogsområden, men även i trädgårdar och plantage. Den ses vanligen födosöka på marken.

## Status
Vithakad trast har ett litet utbredningsområde, men beståndet tros vara stabilt. IUCN kategoriserar arten som livskraftig.